# کینو اسپرینگز (آریزونا)
کینو اسپرینگز (به انگلیسی: Kino Springs) یک منطقهٔ مسکونی در ایالات متحده آمریکا است که در شهرستان سانتا کروز، آریزونا واقع شده‌است. کینو اسپرینگز ۰٫۶۷ کیلومتر مربع مساحت و ۲۸٬۰۶۸ نفر جمعیت دارد و ۱٬۲۱۸٫۹۱ متر بالاتر از سطح دریا واقع شده‌است.